# Căn cứ Đồng Tâm
Căn cứ Đồng Tâm (còn gọi là Sân bay Quân sự Đồng Tâm) là căn cứ quân sự cũ của Lục quân Mỹ, Hải quân Mỹ và Quân lực Việt Nam Cộng hòa (QLVNCH) tọa lạc ở phía tây Mỹ Tho thuộc đồng bằng sông Cửu Long, Việt Nam Cộng hòa.

## Lịch sử

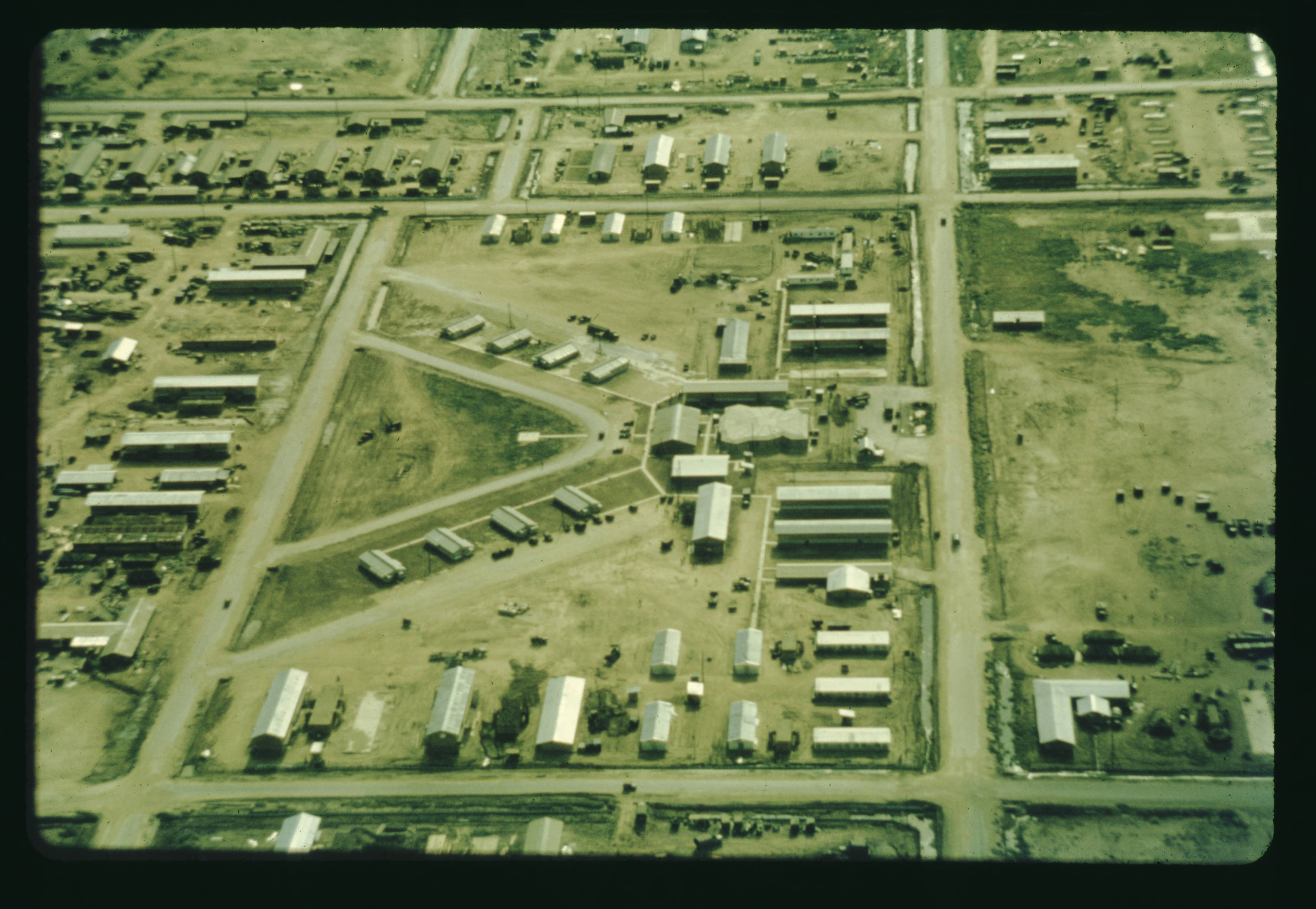
Bộ Tư lệnh Sư đoàn 9 Bộ binh, Đồng Tâm, ngày 28 tháng 7 năm 1968.

### 1966–1969
Căn cứ Đồng Tâm được thành lập trên bờ bắc sông Cửu Long, cách Mỹ Tho 7 km về phía tây theo quyết định của Tướng William Westmoreland thuộc COMUSMACV nhằm giành toàn quyền kiểm soát khu vực thượng nguồn đồng bằng sông Cửu Long. Đích thân Tướng Westmoreland tham gia vào việc lựa chọn địa điểm. Ông chọn cái tên Đồng Tâm có nghĩa là "trái tim và tâm trí thống nhất" trong tiếng Việt.:188 Tổng chi phí xây dựng dành cho Lục quân và Hải quân lên tới gần 8.000.000 USD.
Do thiếu đất khô, người ta tạo nên căn cứ này bằng cách nạo vét từ sông. Công việc nạo vét gầy dựng căn cứ bắt đầu vào tháng 8 năm 1966 và bao gồm việc cải tạo 600 mẫu Anh đất đầm lầy. Quân Giải phóng cố gắng phá hoại việc xây dựng căn cứ này bằng cách đánh chìm tàu nạo vét Jamaica Bay vào ngày 9 tháng 1 năm 1967 khiến 3 thành viên thủy thủ đoàn thiệt mạng.:189 Tháng 1 năm 1967, quân đội Mỹ cho triển khai Tiểu đoàn 3, Trung đoàn 60 Bộ binh đến Đồng Tâm nhằm phòng vệ cả căn cứ và công trình xây dựng, tiếp theo là Bộ Chỉ huy, Lữ đoàn 2, Sư đoàn 9 Bộ binh vào tháng 3, vừa chuyển từ Căn cứ Bearcat đến đây. Vào tháng 4, Giang đoàn 9 Xung kích của Hải quân Mỹ cũng được điều động đến Đồng Tâm để yểm trợ hoạt động tác chiến nơi đây.:189
Ngày 1 tháng 6 năm 1967, Lực lượng Cơ động Đường sông (MRF) gồm Lữ đoàn 2, Sư đoàn 9 Bộ binh và Giang đoàn Xung kích 9 và 11 thuộc Hải quân Mỹ đều được thành lập tại Đồng Tâm. Lúc đó, căn cứ này chiếm diện tích tới 12 km vuông và bao gồm một đường băng dài 500m và một vũng tàu để neo đậu tàu thuyền.:190
Từ tháng 6 đến tháng 12 năm 1967, hạ tầng cơ sở căn cứ đã phát triển, cung cấp yểm trợ, nghỉ ngơi và giải trí được cải thiện cho MRF. Quân Giải phóng thường xuyên quấy rối căn cứ này bằng hỏa lực súng cối.:190
Các đơn vị khác đóng tại Đồng Tâm bao gồm:
- Tiểu đoàn 1, Trung đoàn 11 Pháo binh (1968 – Tháng 8 năm 1969)[4]:98
- Bệnh viện Phẫu thuật số 3 (Tháng 5 năm 1967 – Tháng 9 năm 1969)[4]:214

### 1969–1975
Ngày 1 tháng 9 năm 1969, Đồng Tâm được phía Mỹ bàn giao lại cho Sư đoàn 7 QLVNCH vừa dời tổng hành dinh từ Mỹ Tho về đây.
Khi Tổng thống Dương Văn Minh tuyên bố đầu hàng vô điều kiện Quân Giải phóng vào ngày 30 tháng 4 năm 1975, Chuẩn tướng QLVNCH Trần Văn Hai đã tự sát tại căn cứ này.

## Hiện tại
Căn cứ này hiện đã bị bỏ hoang và chuyển đổi thành đất nông nghiệp và nhà ở trong khi khu vực bến cảng được dùng cho tàu đánh cá và tàu vận tải. Tính đến năm 2018, bến cảng này vẫn do chính phủ Việt Nam kiểm soát và cho thuê cơ sở vật chất nhằm mục đích xây dựng hàng hải dân sự. Việc tiếp cận khu vực này cần có sự chấp thuận của chính phủ.